# Észak Hadseregcsoport
Észak Hadseregcsoport (németül Heeresgruppe Nord) volt a neve a második világháború során a német Wehrmacht egyik magasabbegységének. A hadseregcsoport a szárazföldi haderő főparancsnokságának (Oberkommando des Heeres – OKH) volt alárendelve, és különféle hadseregek voltak beosztva hozzá. A hadseregcsoport főparancsnoka a harcoló alakulatok mellett felelős volt a hadműveleti-hadászati tartalékok, a hátországbeli megszálló csapatok és a logisztikai csapatok irányításáért is.

## Megalakulása
Az Észak Hadseregcsoportot 1939. szeptember 2-án, a 2. német hadsereg főparancsnokságának átszervezésével hozták létre. A hadseregcsoport első főparancsnoka Fedor von Bock vezérezredes volt.

## Története

### Lengyelország megszállása
A hadseregcsoport részt vett a Lengyelország elleni német hadjáratban. Megalakulásakor a hadseregcsoport alárendeltségébe a következő alakulatok tartoztak:
- 3. német hadsereg
- 4. német hadsereg
- tartalékok
  - 10. páncélozott hadosztály
  - 73. lövészhadosztály
  - 206. lövészhadosztály
  - 208. lövészhadosztály

### A nyugati hadszíntéren
A lengyelországi hadjárat befejezése után a hadseregcsoport erőit a nyugati frontra irányították át és 1939. október 10-én átnevezték B Hadseregcsoport-nak. Ekkor alárendeltségébe tartozott:
- 4. német hadsereg
- 6. német hadsereg

### Barbarossa hadművelet
A Szovjetunió elleni támadó hadművelet előkészületeként a korábbi C Hadseregcsoport 1941. június 20-án ismét felvette az Észak Hadseregcsoport nevet, parancsnoka ekkor Wilhelm von Leeb tábornagy lett. A hadseregcsoport felvonulási területe Kelet-Poroszország volt, fő hadműveleti célja pedig a balti térségben állomásozó szovjet erők megsemmisítése és Leningrád elfoglalása, illetve a Közép Hadseregcsoport balszárnyának biztosítása volt.
A Barbarossa hadművelet megindításakor a hadseregcsoport alárendeltségébe tartoztak:
- 18. német hadsereg
- 4. német páncélos hadsereg
- 16. német hadsereg
- a hadseregcsoport közvetlen alárendeltségébe tartozó csapatok
  - 537. híradó ezred
  - 639. híradó ezred (a második vonalban)

### A balti offenzíva és Leningrád ostroma
A Vörös Hadsereg makacs ellenállása és számos sikertelen helyi ellentámadás ellenére az Észak Hadseregcsoport elérte harcászati céljait és egészen Leningrád elővárosáig nyomult előre. Azonban a várost nem sikerült rohammal bevenni (a hadseregcsoportnak több hétre volt szüksége, amíg rendezni tudta ellátási vonalait) és a szovjet vezetésnek sikerült megszervezni a város védelmét. Leningrád ostroma 1944-ig tartott, amikor a Vörös Hadsereg Leningrád-Novgorod hadművelete során a hadseregcsoport erőit visszaszorították.
1941 szeptemberében a spanyol „Kék Hadosztály” (División Azul) is a hadseregcsoport alárendeltségébe került.

### Észak-oroszországi támadó hadműveletek
1941. októberétől a hadseregcsoport alárendeltségébe tartozó erők
- 16. német hadsereg
- 18. német hadsereg

1942 augusztusában a hadseregcsoport egy utolsó támadást indított Leningrád ellen, hogy megtörje a szovjet védők ellenállását (Fall Nordlicht). Azonban a támadásra kijelölt erők egy részét át kellett csoportosítani a front egy másik szektorába és a németek nem tudták áttörni a szovjet vonalakat.
1942 januárjától 1943 májusig folyamatos támadás alatt álltak a hadseregcsoport egységei Nyevszkij Pjatacsok körzetében, különösen a XXVIII. hadtest, mert a szovjet erők szerették volna megteremteni az ostromlott város ellátásához szükséges szárazföldi összeköttetést.

### Észak-oroszországi védelmi hadműveletek
1942. január 17-től a hadseregcsoport parancsnoka Georg von Küchler tábornok volt, alárendeltségébe tartoztak a következő alakulatok:
- 1942 szeptemberétől:
  - 11. német hadsereg
  - 16. hadsereg
  - 18. hadsereg

- 1942 decemberétől:
  - 16. hadsereg
  - 18. hadsereg

### Védelmi hadműveletek a balti térségben
A hadseregcsoport parancsnoka 1944. január 9-től: Walter Model tábornagy

A hadseregcsoport parancsnoka 1944. március 31-től: Georg Lindemann tábornok

A hadseregcsoport parancsnoka 1944. július 4-től: Johannes Frießner tábornok

A hadseregcsoport parancsnoka 1944. július 23-tól: Ferdinand Schörner tábornagy
A hadseregcsoport alárendeltségébe a következő alakulatok tartoztak 1944 márciusától:
- Narwa hadsereg-különítmény
- 16. hadsereg
- 18. hadsereg

Miután a hadseregcsoport erőit kiszorították a balti térségből, Kelet-Poroszországban folytatta védekezését a Königsberg körül, egyre kisebb területen. Az alárendeltségébe tartozó alakulatok
- 1944 októbere
  - 16. hadsereg
  - Grasser különítmény
  - 18. hadsereg

- 1944 novembere
  - 16. hadsereg
  - Kleffel különítmény
  - 18. hadsereg

- 1944 decembere
  - 16. hadsereg
  - 18. hadsereg

1945. január 25-én a Kurland-félszigeten körbezárt Észak Hadseregcsoportot átnevezték Kurland Hadseregcsoporttá (Heeresgruppe Kurland), ugyanezen a napon pedig a korábbi Közép Hadseregcsoportot pedig átnevezték Észak Hadseregcsoporttá.

### Védelmi hadműveletek Kelet-Poroszországban
Az Észak Hadseregcsoport (korábban Közép Hadseregcsoport) egyre fogyatkozó erőit Königsberg környékén zárták körbe a Vörös Hadsereg csapatai. A hadseregcsoport parancsnoka 1945. január 27-től Lothar Rendulic tábornok, 1945. március 12-től Walter Weiss. Az alárendeltségébe tartozó csapatok 1945. február 27-től:
- Samland különítmény
- 4. német hadsereg

1945. április 9-én a Vörös Hadsereg elfoglalta Königsberget, bár a hadseregcsoport egyes egységei Heigenbeil és Danzig környékén a háború végéig folytatták védekezésüket.
1945. április 2-án az Észak Hadseregcsoportot feloszlatták, törzséből a 12. német hadsereg parancsnoksága lett.

## Fordítás
Ez a szócikk részben vagy egészben  az   Army Group North című angol Wikipédia-szócikk fordításán alapul.  Az eredeti cikk szerkesztőit annak laptörténete sorolja fel. Ez a jelzés csupán a megfogalmazás eredetét és a szerzői jogokat jelzi, nem szolgál a cikkben szereplő információk forrásmegjelöléseként.

### Ajánlott irodalom
- Karl-Heinz Frieser, Bernd Wegner: Das Deutsche Reich und der Zweite Weltkrieg (hrsg. vom Militärgeschichtlichen Forschungsamt), Bande 8: Die Ostfront: 1943/44, der Krieg im Osten und an den Nebenfronten, München 2007.
- Hoth H.: Panzer-Operationen, Heidelberg, Kurt Vowinckel Verlag, 1956
- Wilhelm Lübbecke: Leningrád kapujában. Az Észak hadseregcsoport katonájának története; szerk. David Hurt, ford. Moczok Péter; Hajja, Debrecen, 2018 (20. századi hadtörténet)